# Słoweńskie Muzeum Górskie
Słoweńskie Muzeum Górskie (słoweń. Slovenski planinski muzej) – placówka poświęcona alpinizmowi w słowenskiej Mojstranie. Zostało uroczyście otwarte 7 sierpnia 2010 przez Danilo Türka, ówczesnego prezydenta Słowenii, dokładnie 115 lat po otwarciu Słupa Aljaža na szczycie Triglava.

## Historia
Starania o budowę muzeum górskiego były prowadzone prawie tyle lat, co zorganizowany alpinizm na ziemiach słoweńskich, a pierwsze zapisy o „alpejskim” muzeum znajdziemy w Planinskim vestniku już w 1901. Potrzeba ta wynikała ze świadomości roli i znaczenia działalności górskiej dla tożsamości narodowej Słoweńców. Podczas I wojny światowej i w międzywojniu idea zamarła i znowu wróciła w 1932, kiedy została zorganizowana wystawa turystyki górskiej na targach lublańskich.
Okres po II wojnie światowej przyniósł czas reaktywacji zorganizowanej turystyki górskiej, odnowę schronisk górskich i wielką chęć nowych alpinistycznych osiągnięć. Po 1950 pokazano więcej wystaw o tematyce górskiej. W Górnej Krainie w sposób najbardziej zorganizowany zajmowano się tym w Jesenicach. Po 1970 praca muzealna przeniosła się do Mojstrany, pod kierownictwo Avgusta Delavca. Na bazie zebranych materiałów tworzono wystawy górskie w Górnej Krainie oraz w całej Słowenii.
Stała wystawa muzealna istnieje od 1984 jako Triglavskie Zbiory Muzealne w Mojstranie.
- 1996 – Podpisano pismo o zamiarze budowy Słoweńskiego Muzeum Górskiego w Mojstranie między partnerami projektu: gminą Kranjska Gora, Słoweńskim Związkiem Górskim i PD (Towarzystwem Górskim) Dovje – Mojstrana. Później przyłączyły się jeszcze Instytut Triglavski Park Narodowy i Muzeum Górnej Sawy Jesenice.
- 2002 – Gmina Kranjska Gora przygotowała potrzebne środki na zakup działki dla Słoweńskiego Muzeum Górskiego.
- 2002 – Przetarg na projekt przyszłego budynku i wybór zwycięzcy.
- 2006 – Zdobycie zezwolenia na budowę.
- 2006 – Starania projektu o norweskie fundusze EEA Grants. Nieudane.
- 2007 – Starania projektu o środki Europejskich Funduszy Strukturalnych w ramach Ministerstwa Samorządu Lokalnego. Sfinalizowanie rozmów z Ministerstwem Kultury o częściowym współfinansowaniu projektu. Premier Janez Janša 24 sierpnia 2007 wmurował kamień węgielny.
- 2010 – 7 sierpnia 2010 muzeum uroczyście otworzył prezydent Słowenii dr Danilo Türk.